# Baltimore Museum of Art
Baltimore Museum of Art, w skrócie BMA (pol. Muzeum Sztuki w Baltimore) – muzeum i galeria sztuki w Baltimore (stan Maryland, USA). Założone w 1914 (z jednym obrazem), ma dziś 90 000 dzieł sztuki, w tym największą na świecie kolekcję prac Henriego Matisse’a. Zbiory muzeum obejmują sztukę europejską i amerykańską (dawną i współczesną), a także sztukę Afryki, Azji, sztukę prekolumbijską obu Ameryk oraz sztukę wysp Pacyfiku. W dwóch przymuzealnych ogrodach krajobrazowych eksponowana jest XX-wieczna rzeźba. Muzeum położone jest w parkowej okolicy, w samym sercu dzielnicy Charles Village, w sąsiedztwie głównego kampusu Johns Hopkins University. Mieści się w imponującym, zabytkowym budynku, zaprojektowanym w 1920 przez znanego amerykańskiego architekta Johna Russella Pope’a, uzupełnionym w 1994 o nowe skrzydło mieszczące kolekcję sztuki współczesnej.
Jako główny ośrodek kulturalny w aglomeracji Baltimore BMA organizuje i prezentuje w ciągu całego roku szereg wystaw i nowatorskich programów, organizuje też często imprezy specjalne we współpracy z partnerami w dziedzinie kultury i edukacji.

## Historia

### 1914–1950
W 1914 ośmiu mieszkańców miasta Baltimore założyło muzeum miejskie. W 1923 w tymczasowej siedzibie placówki przy 101 West Monument Street zorganizowano inauguracyjną wystawę. W 1924 mieszkańcy miasta zatwierdzili pożyczkę w wysokości 1 mln dolarów na wybudowanie stałej siedziby muzeum. Projekt budynku wykonał architekt John Russell Pope, specjalizujący się w stylu neoklasycystycznym. W 1925 miała miejsce pierwsza donacja dzieł sztuki na rzecz muzeum. Z biegiem lat jego specjalnością stała się sztuka amerykańska, zwłaszcza z regionu Maryland. 18 kwietnia 1929 otwarto dla publiczności nowy budynek muzeum. BMA było jedną z pierwszych w USA galerii sztuki z wydziałem edukacyjnym, powołanym dla organizacji zwiedzania, wykładów i zajęć dydaktycznych. Od 1930 muzeum zaczęło gromadzić grafikę, rysunki i fotografie. Istotną częścią jego zbiorów stała się kolekcja XIX-wiecznej sztuki francuskiej. W 1936 BMA zorganizowało jedną z pierwszych na terenie USA wystaw sztuki afrykańskiej, której zbiory stały się z czasem jednymi z najbardziej znaczących w tym kraju. W latach 1936–1937 do muzeum trafiły mozaiki pochodzące z wykopalisk archeologicznych w starożytnej Antiochii. W 1939 otwarto jedną z pierwszych w USA wystaw prac artystów afroamerykańskich.

### Po 1950
W 1950 siostry Claribel i Etta Cone przekazały na rzecz muzeum swoją kolekcję prac Matisse’a, Picassa, Cézanne’a i Gauguina, stanowiącą jeden z najbardziej znaczących na świecie tego typu zbiorów. Zorganizowana w 1970 wystawa „Vincent van Gogh: Paintings & Drawings” („Vincent van Gogh: obrazy i rysunki”) przyciągnęła rekordowe tłumy zwiedzających. W latach 80. XX w. BMA otwarło dwie galerie rzeźby na wolnym powietrzu: Wurtzburger Sculpture Garden i Levi Sculpture Garden. W 1982 oddano do użytku nowe, wschodnie skrzydło muzeum, w którym znalazło się audytorium, restauracja, przymuzealny sklep i galerie dla wystaw czasowych, co umożliwiło uatrakcyjnienie dotychczasowej oferty wystawienniczej. W 1994 oddano do użytku nowe, zachodnie skrzydło budynku muzeum (West Wing for Contemporary Art), w którym znalazło się 16 galerii prezentujących dzieła sztuki współczesnej, powstałe po roku 1945. W 1996 znajdująca się dotychczas na zasadzie długoterminowego wypożyczenia renomowana kolekcja XIX-wiecznej sztuki francuskiej (tzw. Lucas Collection) została, dzięki pomocy stanu Maryland i hojności jego kilku zamożnych mieszkańców, zakupiona na rzecz muzeum od dotychczasowego jej właściciela, Maryland Institute College of Art. W 2001 w zmodernizowanych galeriach wystawiono kolekcję sióstr Cone (Cone Collection) obejmującą największy i najbardziej znaczący na świecie zbiór prac Matisse’a.
Z dniem 1 października 2006 BMA, w porozumieniu z Walters Art Museum, podjęło decyzję o darmowym wstępie dla zwiedzających. Inicjatywa była możliwa dzięki partnerstwu władz miasta i hrabstwa Baltimore, a jej celem było umożliwienie szerszego dostępu do tych dwóch światowej klasy placówek.
Na lata 2011–2014 zaplanowano kompleksową renowację muzeum, która ma kosztować 24,5 miliona dolarów. W kosztach partycypować będą zarówno podmioty publiczne jak i sponsorzy prywatni, w tym władze stanu Maryland i miasta Baltimore. W ramach podjętych prac przewiduje się modernizację podstawowej infrastruktury muzealnej. W efekcie zwiedzający powinni odczuć znaczącą poprawę, zwłaszcza jeśli chodzi o dostęp i korzystanie z trzech głównych kolekcji: sztuki współczesnej, amerykańskiej i afrykańskiej.

## Zbiory
Historia kolekcji BMA rozpoczęła się w 1914 od pojedynczego obrazu. Dziś w jego zbiorach znajduje się 90 000 dzieł sztuki, w tym największy na świecie zbiór prac Matisse’a, a także arcydzieła van Gogha, Cézanne’a i Picassa. Na uwagę zasługuje też imponująca kolekcja dzieł sztuki współczesnej, w tym ważne przykłady abstrakcyjnego ekspresjonizmu, rzeźby minimalistycznej, pop-artu (wiele późnych dzieł Andy’ego Warhola), a także prace takich artystów jak Olafur Eliasson czy Kara Walker. Muzeum szczyci się również posiadaniem w swych zbiorach światowej sławy kolekcji grafik, rysunków i fotografii (począwszy od XV w. do chwili obecnej), arcydzieł malarstwa europejskiego (Sandro Botticelli, Rembrandt, Anton van Dyck), malarstwa amerykańskiego, rzeźby, i sztuki dekoracyjnej, jednej z najważniejszych w USA kolekcji sztuki afrykańskiej, dzieł sztuki Ameryki przedkolumbijskiej, Azji i wysp Pacyfiku. W przymuzealnych ogrodach eksponowana jest rzeźba współczesna.

### Cone Collection

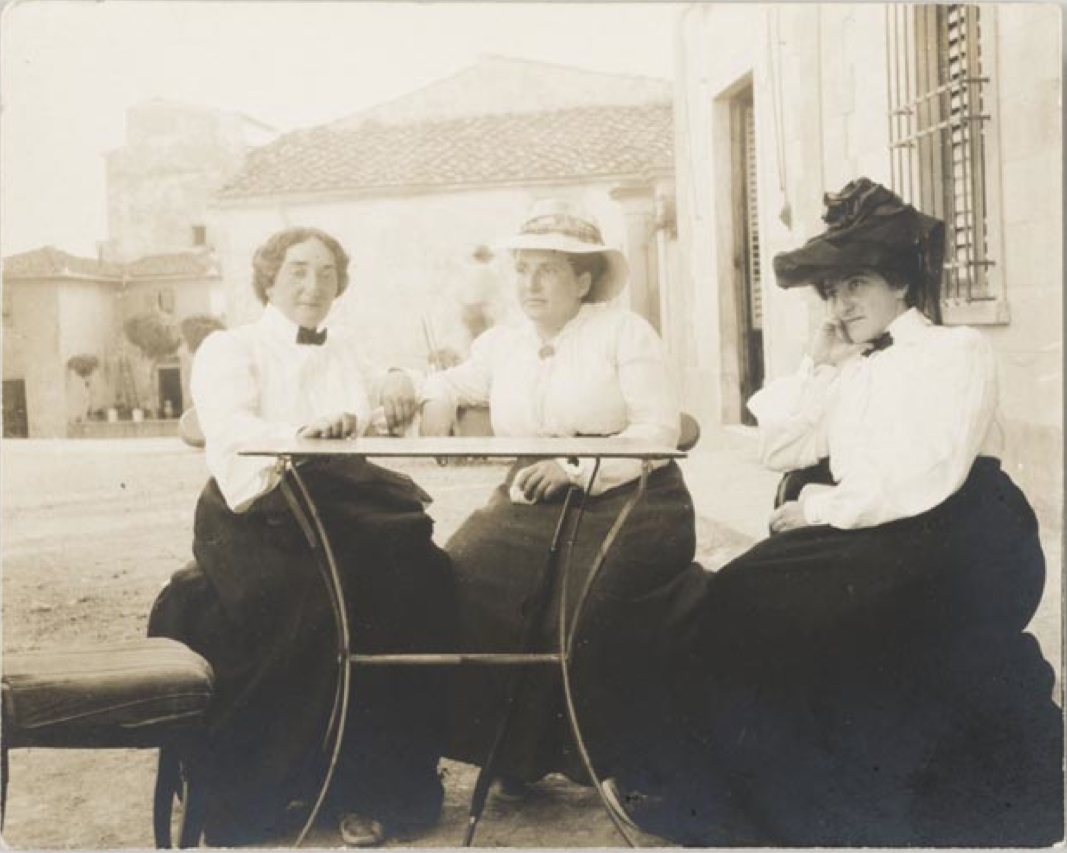
Od lewej: Claribel Cone, Gertrude Stein, Etta Cone (26 czerwca 1903)

Ozdobą zbiorów BMA jest kolekcja sióstr Claribel Cone (1864–1929) i Etty Cone (1870–1949), znana jako Cone Collection.
Pasja kolekcjonerska Etty Cone rozpoczęła się w 1898 od zakupu pięciu obrazów amerykańskiego impresjonisty Theodore’a Robinsona przeznaczonych do dekoracji domu rodzinnego. Dzięki wsparciu finansowemu przedstawicieli przemysłu tekstylnego Etta razem z siostrą Claribel corocznie wyjeżdżały do Europy, aby kupować dzieła sztuki. W Paryżu często odwiedzały awangardową pisarkę Gertrude Stein i jej brata Leo zawierając dzięki nim znajomości z szerokim gronem artystów, muzyków i pisarzy. w 1906 Etta Cone spotkała Henriego Matisse’a i zakupiła kilka jego rysunków, co zapoczątkowało jej zainteresowanie sztuką tego artysty. Siostry Cone zgromadziły łącznie około 500 dzieł Matisse’a, który to zbiór uważany jest za największy i najbardziej znaczący na świecie. Składają się nań 42 obrazy olejne, 18 rzeźb, 36 rysunków, 155 grafik, i 7 ilustrowanych książek, a także 250 rysunków, grafik, i miedziorytów z pierwszej książki ilustrowanej przez artystę, Poésies de Stéphane Mallarmé. Siostry nabyły także 114 dzieł Picassa, w tym ważną grupę grafik i rysunków artysty z okresu od wczesnych jego lat w Barcelonie do początku tzw. okresu różowego w Paryżu (1905–1906). Z czasem zgromadziły wyjątkową kolekcję liczącą około 3000 eksponatów, które wystawiały w swoich apartamentach w Baltimore. Oprócz dziel wymienionych artystów w kolekcji sióstr znalazły się prace Paula Cézanne’a, Paula Gauguina i Vincenta van Gogha. Ozdobą kolekcji sióstr Cone są: Akt błękitny (pamiątka z Biskry) (fr. fr. Nu bleu, Souvenir de Biskra, 1907) i Duży akt leżący (Grand nu couché, 1935) Henriego Matisse’a, Góra Sainte-Victoire, widok z kamieniołomów Bibémus (La Montagne Sainte-Victoire vue de la carrière Bibemus, ok. 1897) Paula Cézanne’a, Vahine no te vi (Kobieta Mango, 1892) Paula Gauguina oraz Matka i dziecko (Mère et enfant, 1922) Pabla Picassa. Siostry Cone zgromadziły także ważne dzieła artystów amerykańskich, ponad 1 000 grafik, rysunków i książek ilustrowanych, dużą kolekcję tekstyliów, biżuterii, mebli oraz dzieł sztuki afrykańskiej, japońskiej i bliskowschodniej.
Na początku lat 40. poszczególne muzea zaczęły zabiegać o kolekcję sióstr Cone, która ostatecznie, po śmierci Etty 1949, znalazła się w posiadaniu BMA. Od 1957 kolekcja sióstr Cone eksponowana jest w specjalnej galerii, tzw. Cone Wing.

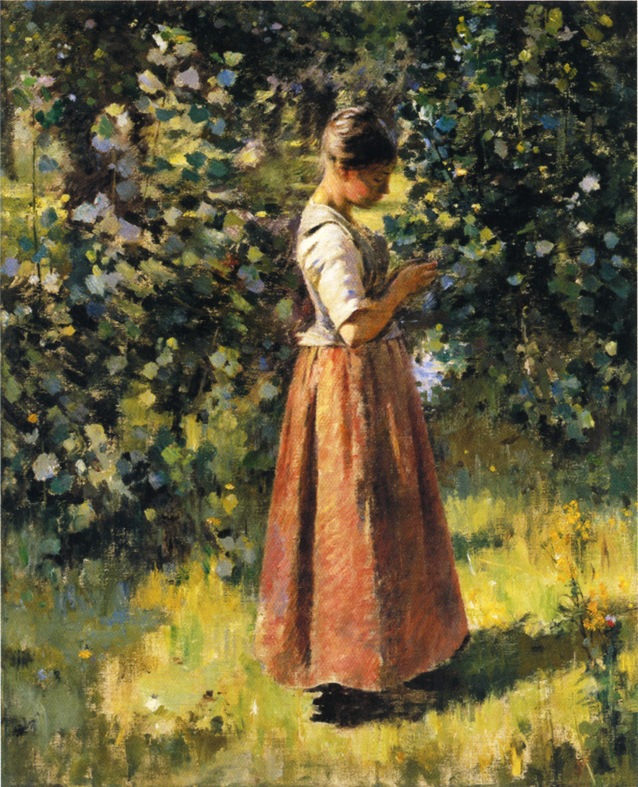
Theodore Robinson, W zagajniku, 1888
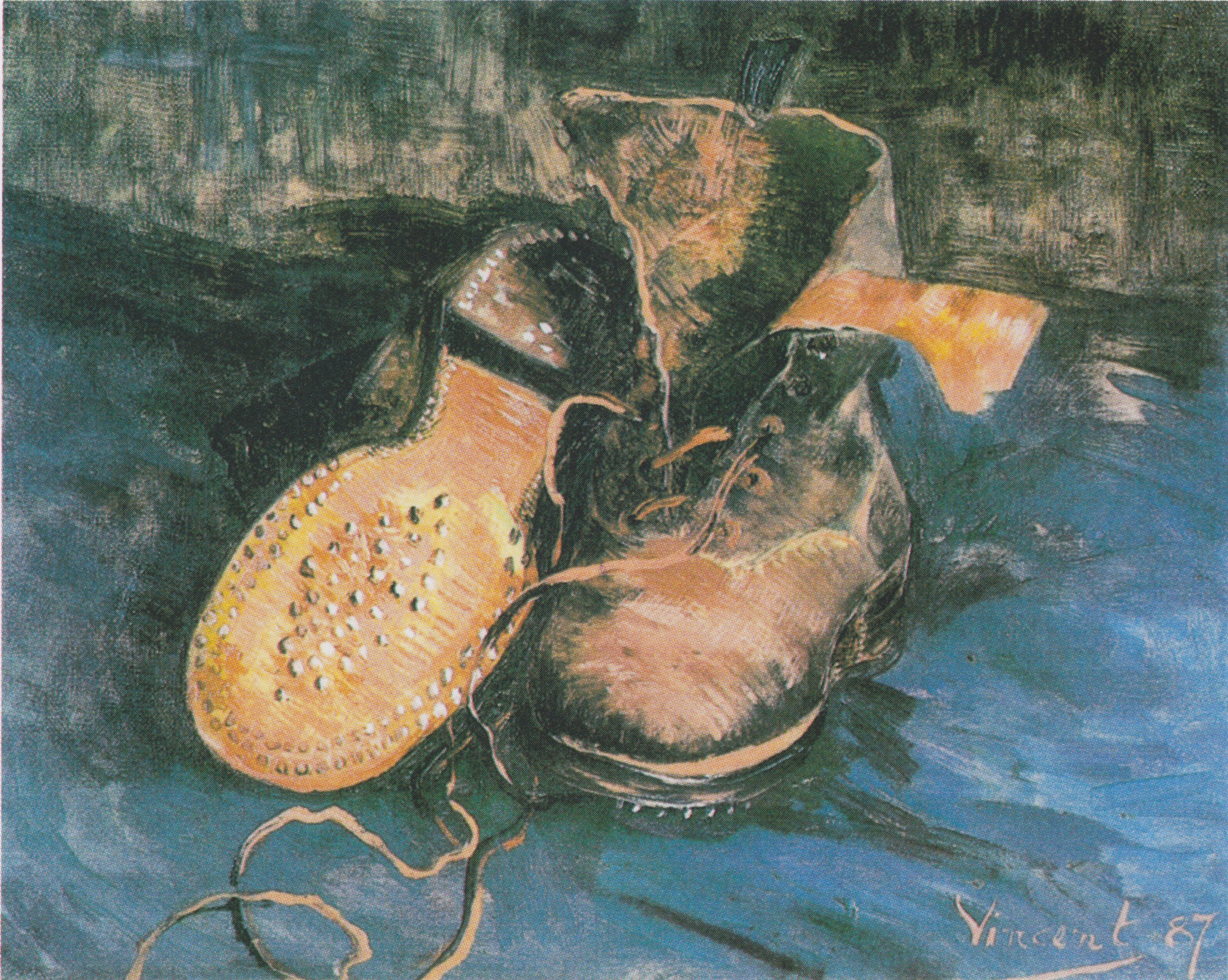
Vincent van Gogh, Para butów, 1887
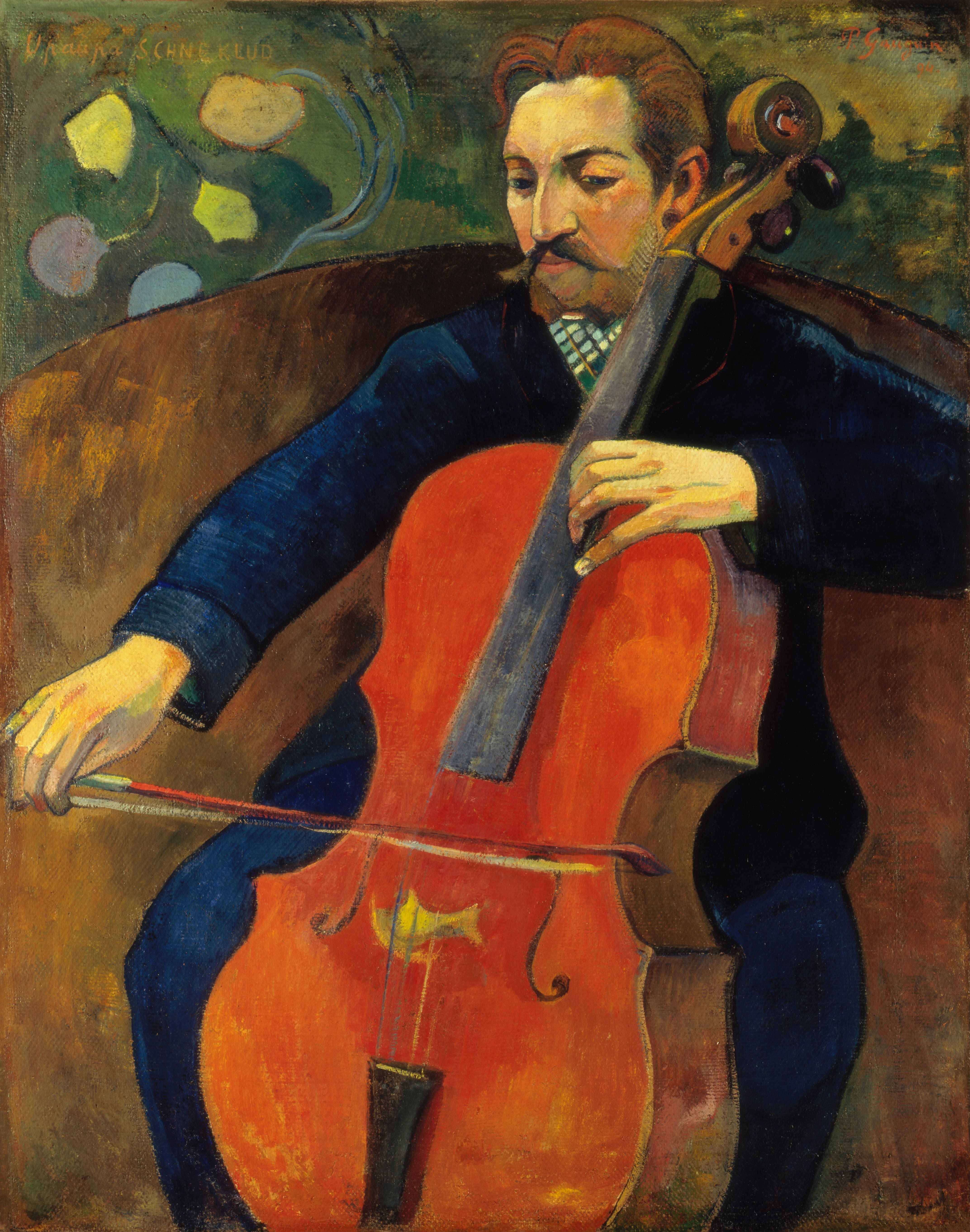
Paul Gauguin, Wiolonczelista Schneklud, 1894
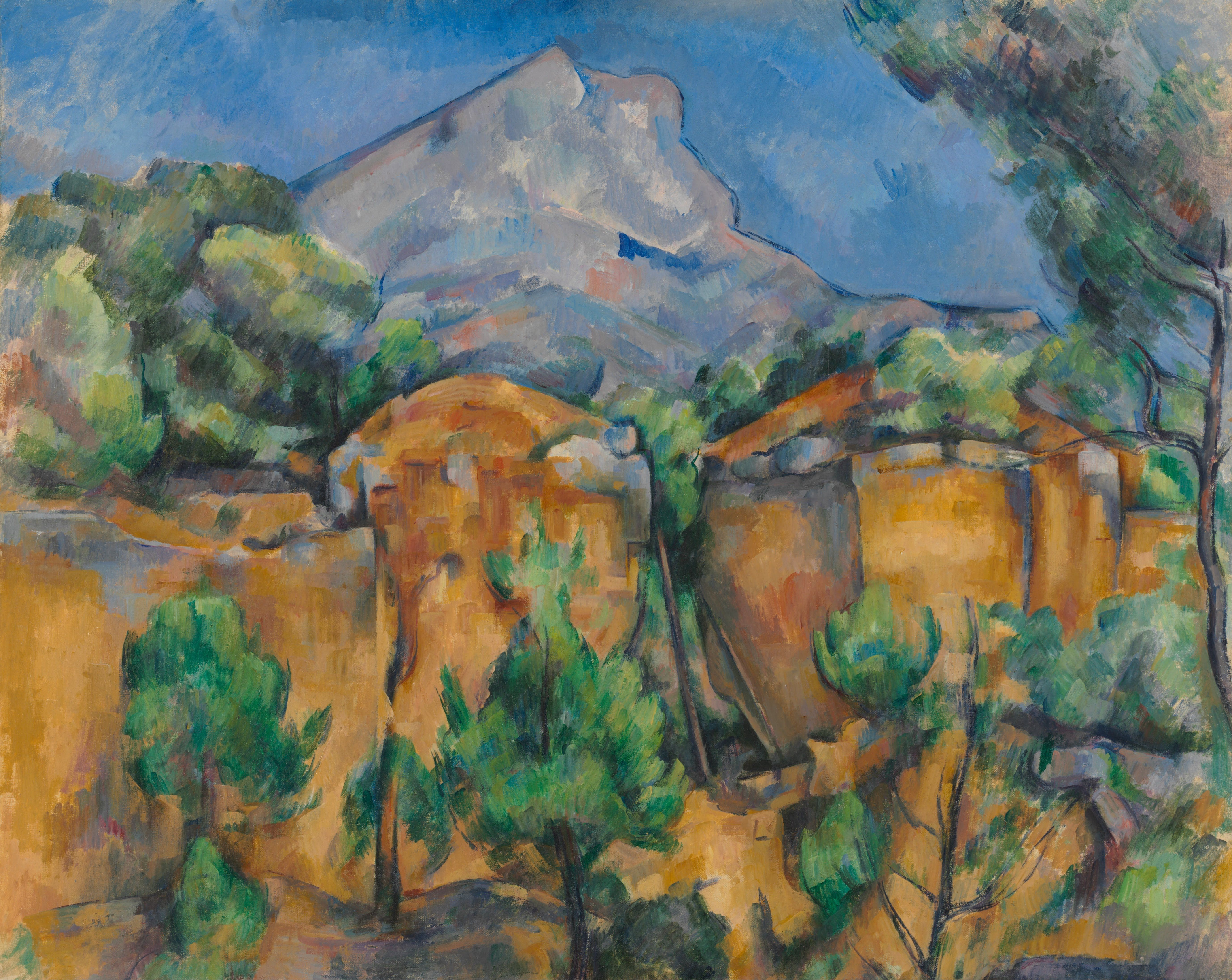
Paul Cézanne, Góra Sainte-Victoire, widok z kamieniołomu Bibémus, ok. 1897

### Sztuka starożytna – mozaiki z Antiochii
Obecność mozaik z Antiochii w zbiorach BMA jest rezultatem jego udziału w pracach wykopaliskowych prowadzonych na terenie tego starożytnego miasta, znanego dziś jako Antakya w południowo-wschodniej Turcji, w pobliżu granicy z Syrią.
Dzięki wsparciu kuratora BMA Roberta Garretta, Baltimore Museum of Art dołączyło do Musées Nationaux de France, Worcester Art Museum i Princeton University podczas prowadzonych przez nie w latach 1932–1939 prac wykopaliskowych, w trakcie których odkryto w samej Antiochii i wokół niej 300 nawierzchni mozaikowych. Muzeum z Baltimore otrzymało 34 mozaiki, spośród których 28 jest wystawionych w nasłonecznionym atrium. Datowane na okres między II w. n.e (czasy Hadriana) a VI w. n.e (czasy Justyniana) mozaiki łączą świat klasyczny i wczesne średniowiecze ilustrując sposób, w jaki klasyczna sztuka Grecji i Rzymu przekształciła się w sztukę wczesnochrześcijańską. Ich tematem ikonograficznym jest życie mieszkańców Antiochii przed jej zniszczeniem w wyniku katastrofalnych trzęsień ziemi w 526 i 528.

### Sztuka prekolumbijska

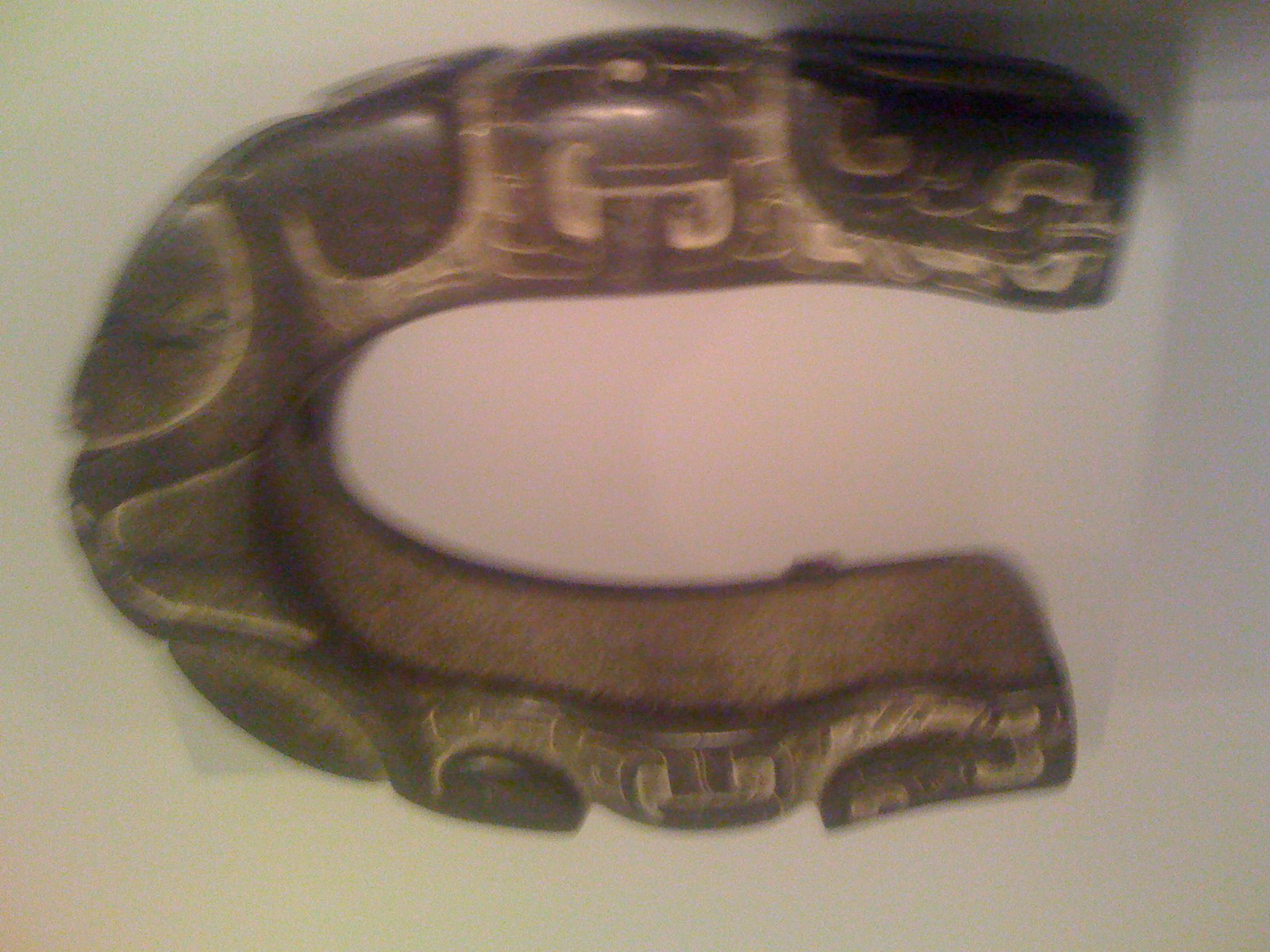
Pas kamienny (Meksyk, Veracruz, VI–X w.)

Kolekcja sztuki prekolumbijskiej reprezentuje 59 tradycji artystycznych, począwszy od roku 2500 p.n.e. do roku 1521 n.e. obejmując dzieła sztuki dawnych ludów Ameryki Środkowej: Azteków, Majów, Olmeków i ludu Nicoya (z terenów dzisiejszej Kostaryki) oraz ludów Chimú i Czibcza z Ameryki Południowej. Trzon kolekcji stanowi składający się ze 120 eksponatów dar Alana Wurtzburgera z 1958.
Atutem tego działu jest zbiór ceramiki z Zachodniego Meksyku oraz wyjątkowa kolekcja 23 tanecznych figurek reprezentujących sztukę stanu Colima. Na uwagę zasługują też wijące się figurki reprezentujące rzemiosło Olmeków, pełne elegancji portrety przedstawicielek wielkich rodów Majów i Azteków, ukazujących rolę, jaka kobiety odgrywały w życiu duchowym, społecznym, ekonomicznym i politycznym tamtych społeczeństw oraz miniaturowe złote wota ludu Czibcza.

### Sztuka amerykańska
BMA ma wyjątkową kolekcję amerykańskiego malarstwa, rzeźby i rzemiosła artystycznego z okresu od epoki kolonialnej do końca XX w. Wśród atrakcji są ważne kolekcje artystów lokalnych: portrety pędzla związanego z Maryland Charlesa Willsona Peale, jego syna Rembrandta Peale i innych członków tej znanej rodziny, wyroby ze srebra wyprodukowane w firmie Samuel Kirk & Son oraz malowane meble Johna i Hugh Finlayów.

#### Malarstwo
Kolekcja malarstwa obejmuje okres od XVIII-wiecznych portretów i XIX-wiecznego malarstwa pejzażowego po amerykański impresjonizm i modernizm, w tym dzieła tak renomowanych artystów Jak: John Singleton Copley, Thomas Sully, Thomas Eakins, John Singer Sargent i Childe Hassam. Znane płótna to m.in. Dzika scena Thomasa Cole’a (1831–1832), La Vachère Theodore’a Robinsona (1888) i Różowy tulipan (Georgii O’Keeffe (1926). Uzupełniają je zbiory grafiki, rysunku oraz fotografii nowoczesnej z Gallagher/Dalsheimer Collection. Artyści reprezentowani w tym dziale to m.in.: Imogen Cunningham, Man Ray, Paul Strand i Alfred Stieglitz.
BMA ma w swych zbiorach również dzieła artystów afroamerykańskich. Gromadzenie prac tych artystów rozpoczęło się w 1939 wraz z zorganizowaniem przez muzeum jednej z pierwszych na terenie USA wystaw sztuki afroamerykańskiej. Kolekcja obejmuje XIX- i XX-wieczne dzieła takich twórców jak: Joshua Johnson, Jacob Lawrence, Edmonia Lewis czy Horace Pippin.

#### Rzemiosło artystyczne
W zbiorach BMA bogato reprezentowane jest amerykańskie rzemiosło artystyczne, w tym obszerny zbiór mebli pochodzących z renomowanych warsztatów stolarskich Baltimore, Filadelfii, Nowego Jorku i Bostonu. Wiele z nich stanowi dar kolekcjonerki z Baltimore, Dorothy McIlvain Scott.
Innym ważnym darem na rzecz BMA był przekazany w 1933 przez Miles White Jr zbiór ponad 200 imponujących wyrobów ze srebra z Maryland. Srebra te stanowiły podstawę obszernej kolekcji sreber, obejmującej wyroby czołowych XVIII- i XIX-wiecznych zakładów jubilerskich z Annapolis i Baltimore, wykwintne przykłady dawnych sreber angielskich należących do rodzin stanu Maryland żyjących na przełomie XVIII i XIX w. oraz prace artystów z zakładów Louis Comfort Tiffany i Georg Jensen.
Inne interesujące eksponaty tego działu kolekcji to m.in. pokoje z sześciu zabytkowych domów stanu Maryland, które wraz z detalami architektonicznymi z innych zabytkowych budynków dają pogląd na style budowlane w USA w XVIII i XIX w. oraz podobna w charakterze kolekcja kilkunastu miniaturowych pokoi wykonanych przez chicagowskiego miniaturzystę Eugene’a Kupjacka.

### Sztuka rdzennych Amerykanów
Zróżnicowana kolekcja sztuki rdzennych Amerykanów obejmuje wyroby rękodzielnicze Indian z równin (np. XIX-wieczny wykwintny bandolier Odżibwejów), wyroby z rejonu Arktyki (m.in. amulety z kości słoniowej), scrimshaw Inuitów), tkaniny Nawahów, rzeźby plemienia Tlingit, wyroby włókiennicze plemion Pima i Washoe; wśród tych ostatnich uwagę zwracają koszyki wyplatane przez Tootsie Dick i Louisę Keyser). Inne charakterystyczne eksponaty to wyroby ceramiczne indiańskich artystek z San Ildefonso Pueblo (stan Nowy Meksyk): Marii Martinez i Blue Corn, ceramika Indian Acoma i rzeźbione figurki kaczyni Indian Hopi.

### Sztuka europejska
Do powstania kolekcji sztuki europejskiej przyczynili się hojni obywatele Baltimore, zwłaszcza Mary Frick Jacobs, George A. Lucas i Jakub Epstein.
Średniowieczne i renesansowe malarstwo europejskie reprezentuje XIV-wieczna, wyrzeźbiona w wapieniu Madonna z Dzieciątkiem, pochodząca z Burgundii i subtelny Portret szlachcica pędzla Tycjana z 1561.
Wśród wielu arcydzieł malarstwa XVII- i XVIII-wiecznego uwagę zwraca obraz Rinaldo i Armida Antoona van Dycka z 1629. Zlecony przez króla Anglii Karola I jest on uważany za jedno z najlepszych płócien tego artysty. Do jasnych punktów kolekcji należą też portrety: Dorothea Berck Fransa Halsa z 1644, Tytus, syn Rembrandta van Rijn z 1660 i Księżniczka Anna Aleksandrowna Galitzin pędzla Élisabeth-Louise Vigée Le Brun z ok. 1797.
Na wyjątkową kolekcję XIX-wiecznej sztuki francuskiej składa się 17 odlewów znanej rzeźby Auguste’a Rodina Myśliciel wykonanych w 1904 na podstawie pochodzącego z 1880 oryginału, ponad 140 brązowych figur zwierząt wykonanych przez Antoine-Louisa Barye oraz obrazy przedstawicieli szkoły z Barbizon (Jean Baptiste Camille Corot) i impresjonizmu (Camille Pissarro). Kolekcję uzupełniają eksponaty z dziedziny rzemiosła artystycznego (inkrustowane klejnotami tabakierki, wyroby z porcelany i srebra).

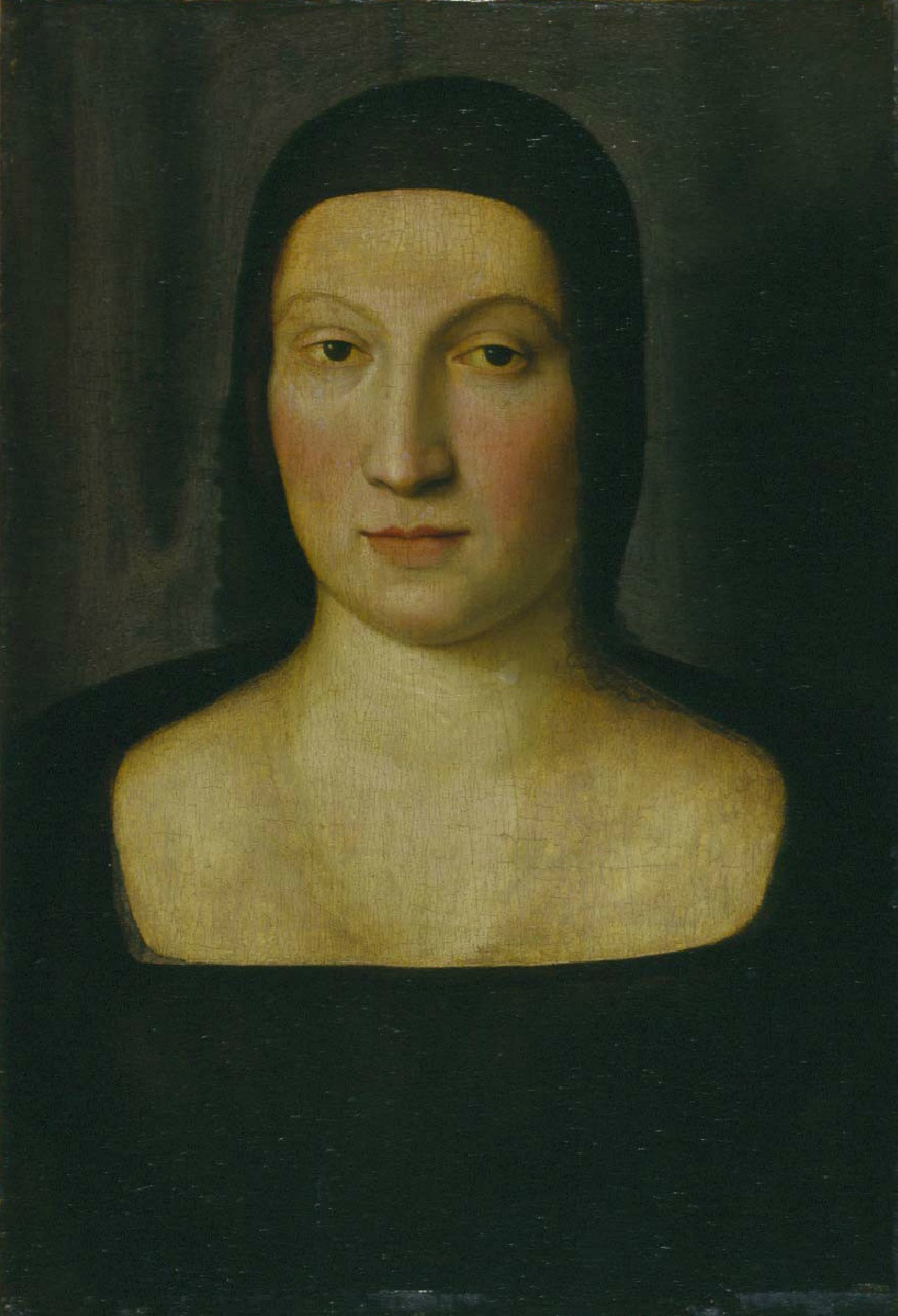
Rafael Santi, Emilia Pia da Montefeltro, ok. 1502–1504
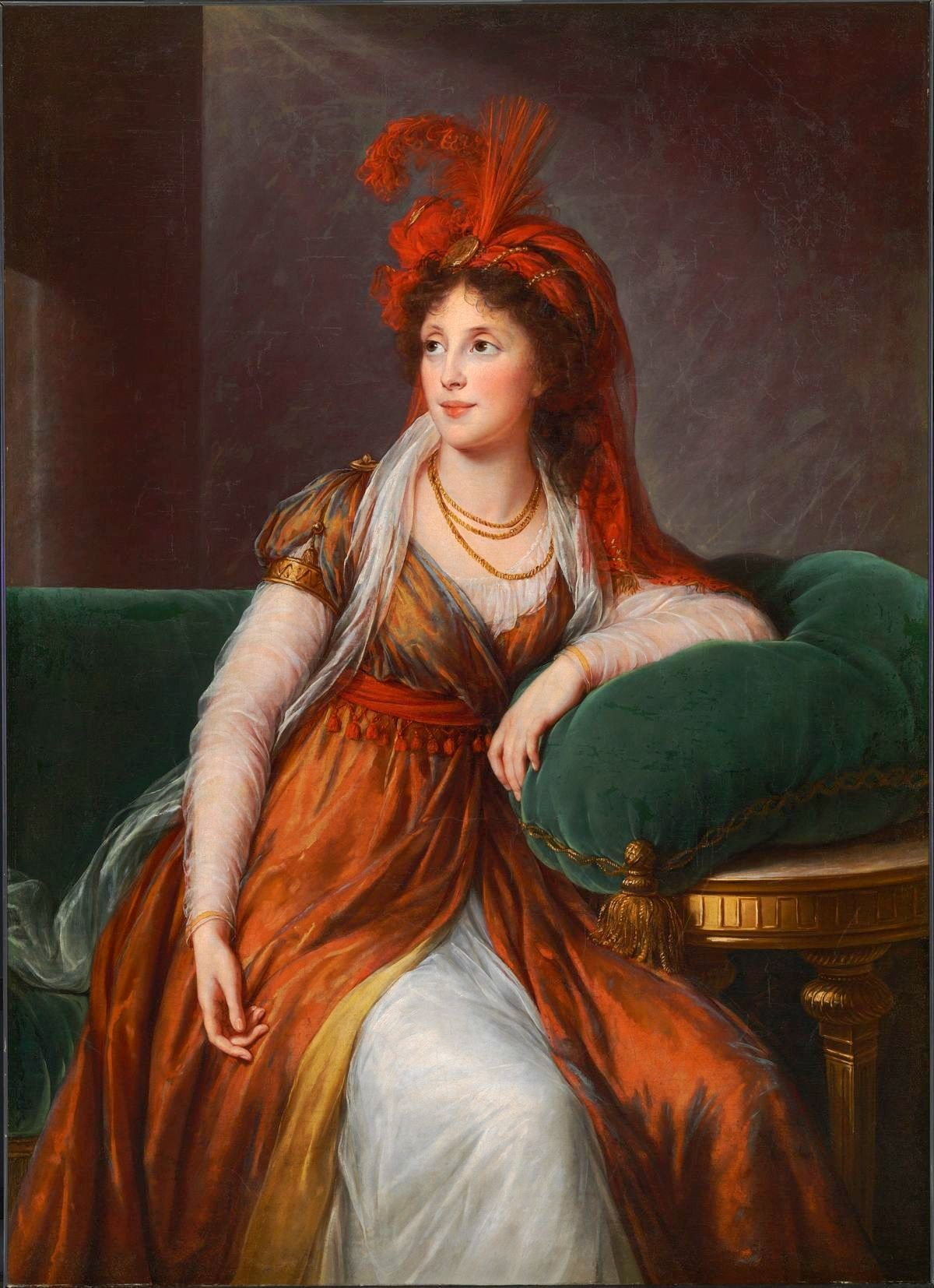
Élisabeth-Louise Vigée Le Brun, Księżniczka Anna Alexandrovna Gruzinsky-Galitzin, prawnuczka Wachtanga VI, 1797
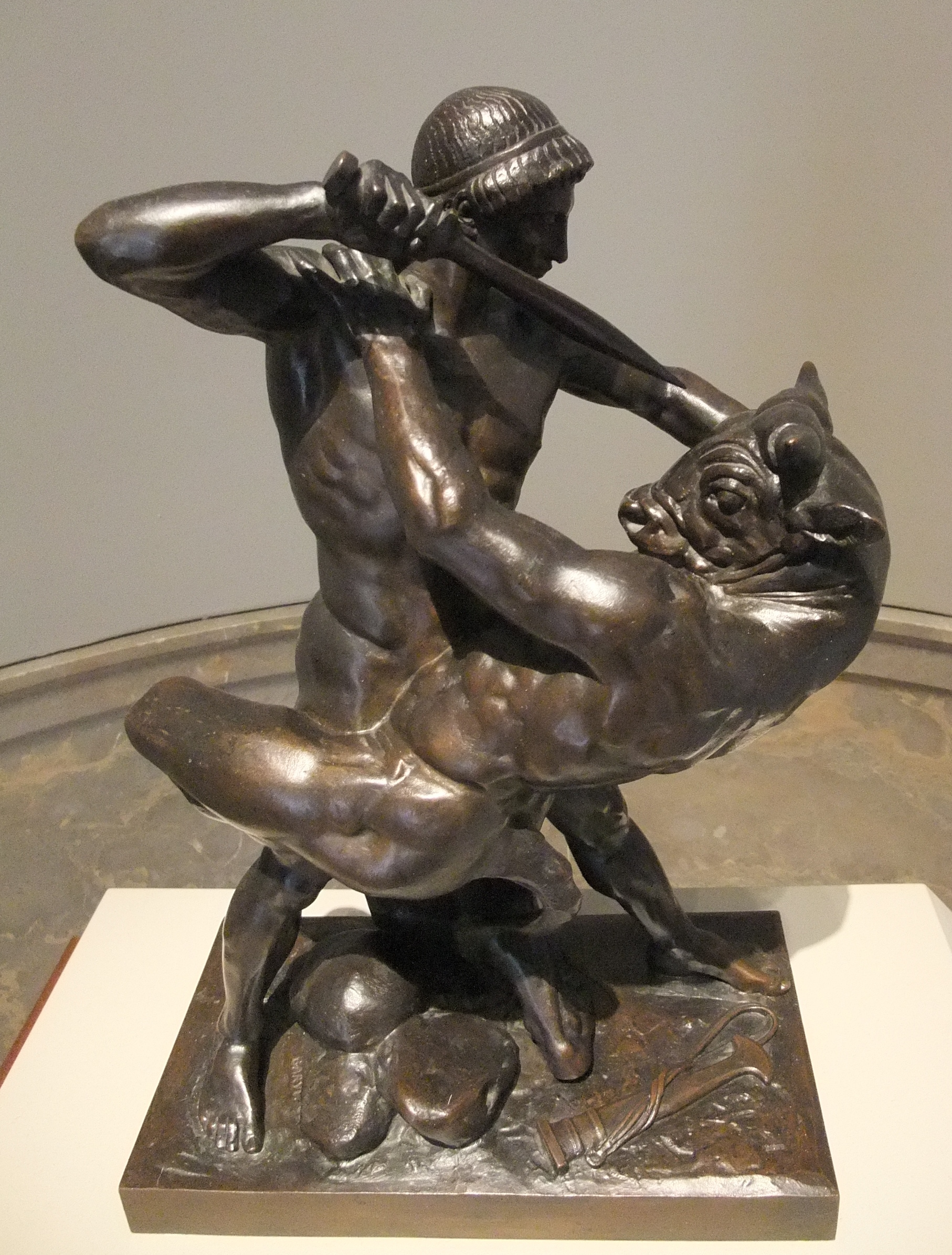
Antoine-Louis Barye, Tezeusz walczący z Minotaurem, 1843
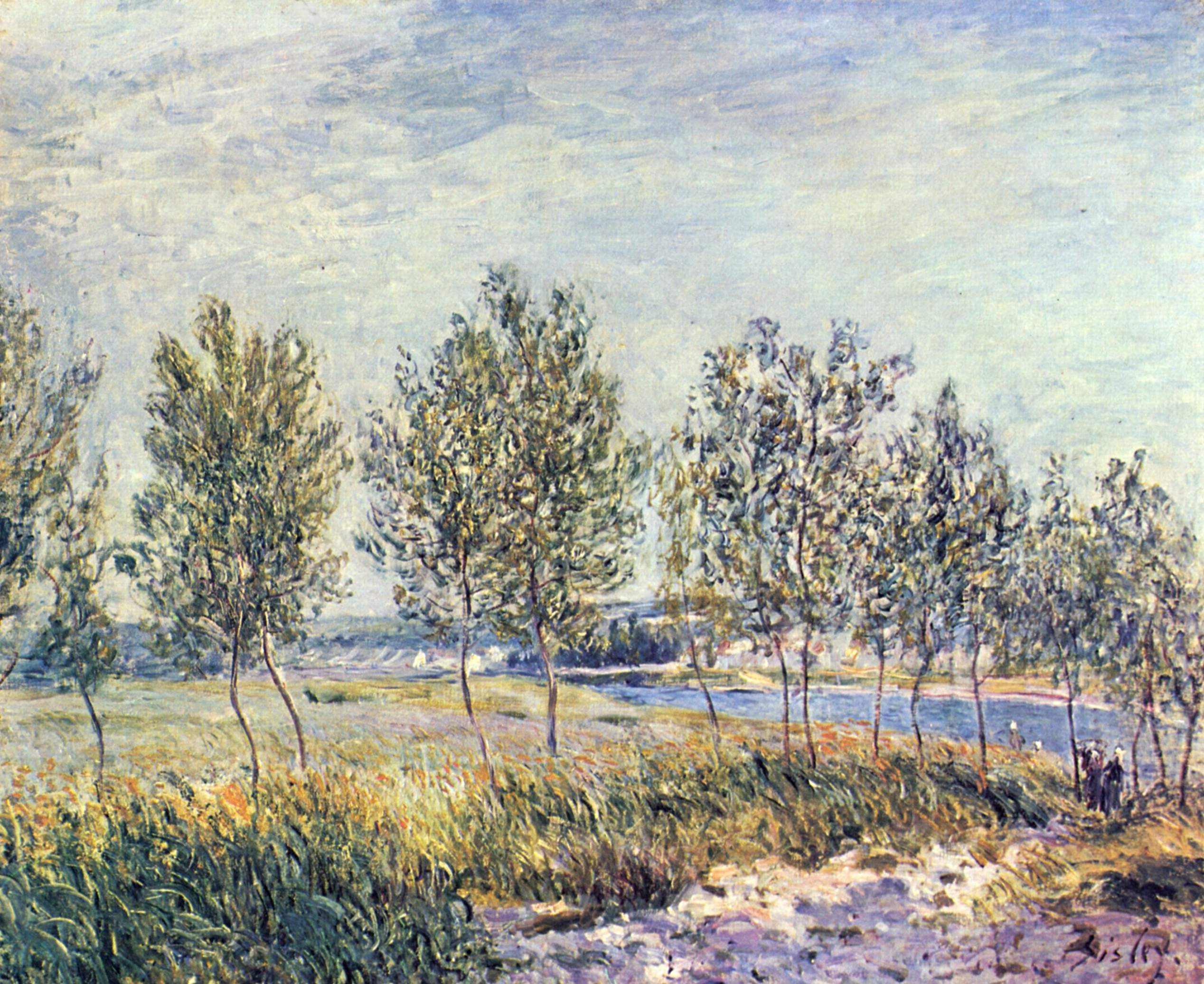
Alfred Sisley, Łąka na wsi, 1880

### Sztuka współczesna
Kolekcja dzieł sztuki współczesnej BMA mieści się w 16 galeriach skrzydła Contemporary Art Wing, które obecnie przechodzi poważną modernizację mającą na celu poprawę jakości obsługi zwiedzających. Skrzydło będzie ponownie otwarte 18 listopada 2012.
Kolekcjonowanie i wystawianie prac artystów współczesnych rozpoczęło się od momentu powstania BMA. Dla pomieszczenia nieustannie rosnących zbiorów zbudowano w 1994 nowe skrzydło.
Po ponownym otwarciu ekspozycja kolekcji będzie zorganizowana tematycznie. Dotychczasowe eksponaty będą zestawione z najnowszymi nabytkami muzeum, jak Untitled (bicycle shower) Rirkrita Tiravanija czy Live Ball Nari Warda. BMA jest pierwszą ważną amerykańską instytucją, która zakupiła prace Sarah Oppenheimer, artystki specjalizującej się w sztuce site-specific.
Wraz z ponownym otwarciem działu sztuki współczesnej otwarte zostaną dwie nowe wystawy. Wielkoformatowe, kolorowe fotografie autorstwa południowoafrykańskiego artysty Zwelethu Mthethwa zainaugurują nowy projekt mający na celu udostępnienie prac artystów o randzie międzynarodowej, regionalnej i lokalnej. W galerii wideoprojekcyjnej black box prezentującej najnowsze prace artystów medialnych pokazana zostanie wideoinstalacja A Man Screaming Is Not a Dancing Bear duetu Allora & Calzadilla. Kolejna galeria specjalna zaprezentuje wystawę rysunków Lee Bontecou, Philipa Gustona, Jamesa Rosenquista i innych artystów, których prace znajdują się w zasobach Thomas E. Benesch Memorial Collection.

### Rysunek, grafika, fotografia
W zbiorach BMA znajduje się ę 65 000 prac na papierze, (w tym 4 000 rysunków i 4 000 fotografii), powstałych w okresie od XV w. do chwili obecnej. Zbiór ten, uważany za jeden z najbardziej znaczących w Stanach Zjednoczonych zbiorów prac na papierze, stanowi również kompletne źródło do badania grafiki europejskiej i amerykańskiej.
Podstawę tego działu tworzą dwie główne kolekcje. Pierwsza z nich to kolekcja przemysłowca i bankiera z Baltimore T. Harrisona Garretta zawierająca prace Albrechta Dürera, Francisco Goi i Rembrandta van Rijn, w sumie ponad 20 000 rycin, sztychów i drzeworytów od końca XV do końca XIX w. Druga z nich, George A. Lucas Collection, stanowi jedno z najbardziej znaczących w Stanach Zjednoczonych źródeł do badania XIX-wiecznej sztuki francuskiej. George A. Lucas, ekspatriant z Baltimore, spędził pięćdziesiąt lat w Paryżu, gdzie przyjaźnił się z wieloma czołowymi francuskimi artystami będąc przy tym przedstawicielem prominentnych amerykańskich kolekcjonerów sztuki, jak William Walters i Samuel D. Avery. Lucas zgromadził prawie 20 000 prac na papierze stworzonych m.in. przez Mary Cassatt, Honoré Daumiera, Eugène’a Delacroix, Édouarda Maneta i Jamesa McNeilla Whistlera.
Kolekcja fotografii BMA obejmuje zarówno prace stworzone przez klasyków tego gatunku (William Eggleston, Gordon Parks, Man Ray, Alfred Stieglitz, Edward Weston jak i przedstawicieli młodszej generacji (Rineke Dijkstra, Jeff Wall, Carrie Mae Weems, James Welling).

### Tekstylia
Kolekcja tekstyliów BMA zawiera ponad 5 000 tkanin powstałych na przestrzeni blisko 2 000 lat. Składają się na nią takie wyroby jak: robótki ręczne i przybory do nich, narzuty, koronki, gobeliny, stroje i rozmaite akcesoria pochodzące z Ameryki, Europy, Indii, Japonii, Chin, Bliskiego Wschodu, Afryki Północnej i Azji Środkowej. Prace te są prezentowane w wystawach tematycznych galerii Jean and Allan Berman Textile Gallery.
Najstarsze eksponaty w zbiorach tekstyliów to fragmenty starożytnych wyrobów koptyjskich, najnowsze zaś to japońskie tkaniny z przełomu XX i XXI w. Uwagę zwraca kolekcja drukowanych tkanin Williama Morrisa, tkaniny stworzone na przełomie XIX i XX w. przez takich artystów jak: Alfons Mucha, Léon Bakst, Raoul Dufy i Ruth Reeves, a także ręcznie robione szaty japońskich mnichów buddyjskich i misternie zdobione smokami szaty chińskie.
Wśród tekstyliów znajduje się kolekcja 800 tkanin (w tym ok. 400 koronek) przekazanych na rzecz BMA przez jego donatorki, siostry Claribel i Ettę Cone.
Kolekcja tkanin nowoczesnych zawiera prace takich projektantów, jak Amerykanin Jack Lenor Larsen czy Japończyk Sudo Reiko, główny projektant firmy Nuno Corporation.

### Sztuka afrykańska
BMA ma jedną z najstarszych i najważniejszych kolekcji sztuki afrykańskiej w Stanach Zjednoczonych. Znaczący dar z kolekcji Janet i Alana Wurtzburgerów w 1954 zapoczątkował stałą ekspozycję sztuki afrykańskiej w BMA zapewniając dla niej znaczące miejsce wśród innych kolekcji. Na zbiór dzieł sztuki afrykańskiej składa się obecnie ponad 2 000 eksponatów, które obejmują okres od starożytnego Egiptu do współczesnego Zimbabwe reprezentując ponad 200 afrykańskich kultur.
Dzieła sztuki afrykańskiej są bardzo różnorodne w formie, ponieważ różnorodne są funkcje, które spełniają. Obejmują one diademy, maski, figurki, berła królewskie, tkaniny, biżuterię, broń ceremonialną i ceramikę. Wiele dzieł sztuki wyróżnia się z powodu ich używania w sądach królewskich, przedstawieniach czy w kontekście religijnym. Niektóre z nich są znane na całym świecie jako najlepsze w swoim rodzaju. Najciekawsze okazy w tej kolekcji to D'mba, jedyny w swoim rodzaju kobiecy strój na głowę ludu Baga z Gwinei i Ngaady Mwash, maska kobieca z Demokratycznej Republiki Konga, ozdobiona malowidłami, koralikami i tkaninami.

### Sztuka azjatycka
Na kolekcję sztuki azjatyckiej w BMA składa się ponad 1 000 eksponatów pochodzących z Chin, Japonii, Indii, Tybetu, Azji Południowo-Wschodniej i Bliskiego Wschodu. Dzieła te eksponowane są w postaci rotacyjnych instalacji w galerii Julius Levy Memorial Gallery, poświęconej założycielowi BMA i pierwotnemu członkowi jego zarządu Juliusowi Levy.
Atutem kolekcji jest chińska ceramika, zwłaszcza ceramika pogrzebowa z czasów dynastii Tang (618–907) i użytkowe kamionki z XI–XIII w. Poczesne miejsce w galerii zajmuje Guanyin – naturalnej wielkości XV-wieczna figura z brązu, znana powszechnie jako „Bogini Miłosierdzia”; uwagę zwracają też: wydatna figura konia z grobowca z czasów dynastii Han, wskazująca swoimi rozmiarami na status społeczny zmarłego, 39-częściowy orszak pogrzebowy, składający się z figur glinianych, które były umieszczane w grobowcach we wczesnym okresie wczesnej dynastii Tang czy dzban użytkowy, ozdobiony scenami figuralnymi zaczerpniętych z popularnych opowiadań konfucjańskich i taoistycznych.
Sztuka azjatycka jest również reprezentowana w innych kolekcjach BMA: 475 japońskich grafik w dziale rysunku, grafiki i fotografii oraz 1000 tekstyliów z całej Azji w dziale tekstyliów.

### Sztuka wysp Pacyfiku

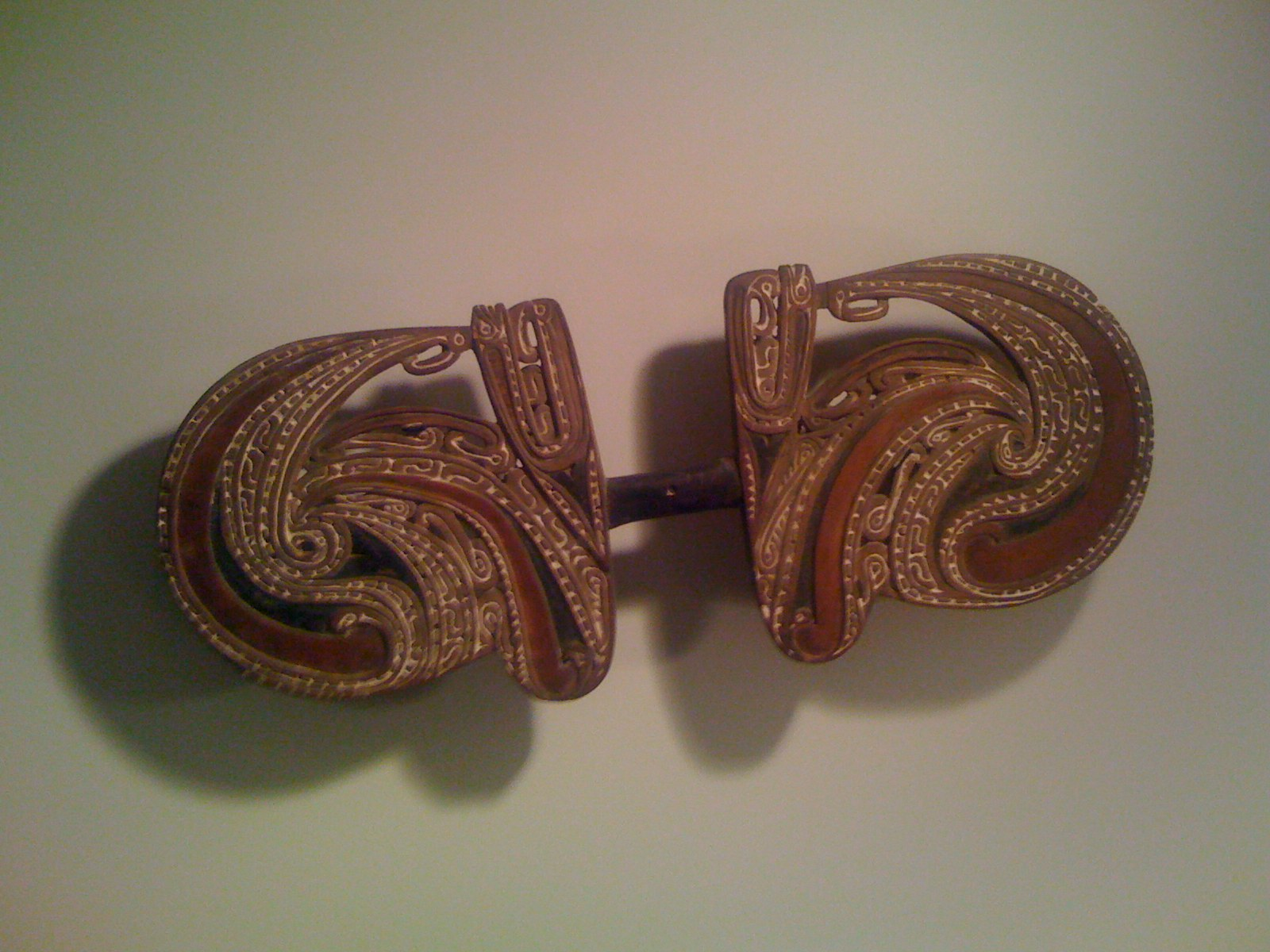
XIX-wieczna rodowa tarcza taneczna w kształcie fregaty, wykonana z drewna i polichromowana, pochodząca z Wysp Trobriandzkich (Papua-Nowa Gwinea)

Kolekcja sztuki z wysp Pacyfiku w BMA, choć niewielka, uznawana jest za jedną z najlepszych w Stanach Zjednoczonych. Poprzez takie eksponaty jak: biżuteria, ozdoby i ściereczki tapa prezentuje ona żywe tradycje kulturowe Melanezji i Polinezji.
Szczególnie interesujące są: pochodząca z Wyspy Wielkanocnej misternie wyrzeźbiona z ciemnego drewna i muszli jaszczurka, wykonany z muszelek Nassariidae pektorał, XVIII-wieczny hawajski naszyjnik należący do najlepszych tego typu wyrobów w skali światowej czy XIX-wieczny ornament piersiowy ozdobionymi wizerunkami małymi ptaków i gwiazd, symbolami prestiżu na wyspie Tonga (Fidżi).

### Ogrody rzeźbiarskie
Dwa tarasowe ogrody BMA, zajmujące powierzchnię ok. 1,2 ha są miejscem ekspozycji arcydzieł rzeźby współczesnej. 34 rzeźby, począwszy od Balzaca Auguste’a Rodina (1892) do 100 Yard Dash Alexandra Caldera (1969), dają pogląd na 100 lat ewolucji rzeźbiarstwa, od rzeźby figuralnej do abstrakcyjnej.
W pierwszym z ogrodów, „Alexander Calder Janet and Alan Wurtzburger Sculpture Garden” z malowniczym, wyłożonym flizami tarasem i fontanną, eksponowane są dzieła z początku XX w., jak figuralny Owoc (1911) Antoine’a Bourdelle’a, abstrakcyjna Trzyczęściowa leżąca figura nr 1 (1961–1962) Henry’ego Moore’a czy Nieskończona wstążka (1953) Maxa Billa.
W drugim z ogrodów, „Ryda and Robert H. Levi Sculpture Garden”, pośród biegnących skośnie ścieżek i bujnej zieleni prezentowane są dzieła rzeźbiarskie z drugiej połowy XX w. Uwagę przyciągają: Construction 140 (1971) José Ruiza de Rivery, Spitball (1961) – monumentalny trójkąt z czarnej stali Tony’ego Smitha czy granitowy Eight-Part Circle (1976–1987) Michaela Heizera.
Każdego lata w ogrodach BMA organizowane są popularne koncerty jazzowe „Jazz in the Sculpture Garden”, w których udział biorą znani muzycy krajowi i regionalni.